# Adelognathus brevis
Adelognathus brevis là một loài tò vò trong họ Ichneumonidae.